# Национальные лаборатории Министерства энергетики США
Национальные лаборатории Министерства энергетики США — научные исследовательские центры, финансируемые Министерством энергетики США.

## Список лабораторий
В настоящее на территории США время действуют 17 Национальных лабораторий:
- Национальная лаборатория имени Лоуренса в Беркли (Lawrence Berkeley National Laboratory, 1931)
- Лос-Аламосская национальная лаборатория (Los Alamos National Laboratory, 1943)
- Окриджская национальная лаборатория (Oak Ridge National Laboratory, 1943)
- Аргоннская национальная лаборатория (Argonne National Laboratory, 1946)
- Эймсская лаборатория (Ames Laboratory, 1947)
- Брукхейвенская национальная лаборатория (Brookhaven National Laboratory, 1947)
- Сандийские национальные лаборатории (Sandia National Laboratories, 1948, 1956)
- Национальная лаборатория Айдахо (Idaho National Laboratory; 1949)
- Принстонская лаборатория физики плазмы (1951)
- Ливерморская национальная лаборатория (Lawrence Livermore National Laboratory, 1952)
- Саванна-Риверская национальная лаборатория (Savannah River National Laboratory; 1952)
- Национальная ускорительная лаборатория SLAC (SLAC National Accelerator Laboratory, 1962)
- Тихоокеанская северо-западная национальная лаборатория (Pacific Northwest National Laboratory, 1965)
- Национальная ускорительная лаборатория им. Энрико Ферми (Фермилаб) (Fermi National Accelerator Laboratory, 1967)
- Национальная лаборатория по изучению возобновляемой энергии (National Renewable Energy Laboratory, 1977)
- Лаборатория Джефферсона (Thomas Jefferson National Accelerator Facility, 1984)
- Национальная лаборатория энергетических технологий (en:National Energy Technology Laboratory; 1999)

## История
Система национальных лабораторий была создана министерством энергетики (DoE) вскоре после Второй мировой войны, в начале 1950-х годов. Они должны были работать над вопросами, связанными с национальной безопасностью, энергией, окружающей средой и фундаментальной наукой. Широко взаимодействуют с университетами, например Национальная лаборатория имени Лоуренса в Беркли (LBNL), основанная в 1931, тесно связана с Калифорнийским университетом.